# San Mateo, Kalifornien
San Mateo är en stad (city) i San Mateo County i delstaten Kalifornien, USA. Enligt United States Census Bureau har staden en folkmängd på 98 391 invånare (2011) och en landarea på 31,4 km².